# Одуйе, Эдиперо
Эдиперо Одуйе (англ. Adepero Oduye) — американская актриса.

## Биография
Эдиперо Одуйе родилась и выросла в Бруклине, Нью-Йорк и была одним из семи детей, рождённых в семье нигерийских родителей. Она начала свою карьеру со съемок в короткометражных фильмах, а также эпизодических ролей в телесериалах, таких как «Закон и порядок». Она снялась в нескольких независимых фильмах и между этим выступала в театре, а в 2009 году дебютировала на Бродвейской сцене в мюзикле Fela!.
В 2011 году  Одуйе сыграла главную роль в независимой драме «Отверженная», которая была хорошо принята критиками и получила премию фестиваля «Сандэнс». Актриса получила хорошие отзывы за свою игру и выиграла несколько наград различных кинофестивалей, а также была номинирована на премию «Независимый дух» за лучшую женскую роль. В начале 2012 года она получила одну из главных ролей в одноимённом ремейке фильма «Стальные магнолии». После она была утверждена на одну из главных ролей вместе с Чиветелом Эджиофором в предстоящем фильме «12 лет рабства».

## Фильмография
| Год  | Название                                                             | Роль         | Примечания |
| ---- | -------------------------------------------------------------------- | ------------ | --- |
| 2002 | Water                                                                | Woman        | короткометражный фильм |
| 2004 | Fall                                                                 |              | короткометражный фильм |
| 2004 | On the Outs                                                          | Adepero      | |
| 2005 | Закон и порядок / Law & Order                                        | Traci Sands  | 1 эпизод |
| 2006 | The Assassin of Saint Nicholas Avenue                                | Bodega Woman | короткометражный фильм |
| 2006 | Полу-Нельсон / Half Nelson                                           | Crack Smoker | |
| 2006 | The Tested                                                           | Mom          | |
| 2006 | Закон и порядок: Преступное намерение / Law & Order: Criminal Intent | Jackie       | 1 эпизод |
| 2007 | Pariah                                                               | Alike        | |
| 2007 | Wifey                                                                | Kadijah      | |
| 2009 | Sub Rosa                                                             | Ayesha       | |
| 2009 | If I Leap                                                            | Zipporah     | |
| 2009 | The Unusuals                                                         | Regina Plank | 1 эпизод |
| 2010 | This Is Poetry                                                       | Wife         | |
| 2010 | Tags                                                                 | Shayla Johns | |
| 2010 | Louie                                                                | Tarese       | 1 эпизод |
| 2011 | Men in Love                                                          | Leo’s Ex     | |
| 2011 | Отверженная / Pariah                                                 | Alike        | Black Reel Award for Best Breakthrough Performance African-American Film Critics Association Award for Best Breakthrough Performance Denver Film Festival Rising Star Award Номинация — Премия «Независимый дух» за лучшую женскую роль Номинация — NAACP Image Award for Best Actress in a Motion Picture Номинация — Chlotrudis Award for Best Actress Номинация — Black Reel Award for Best Actress Номинация — Black Reel Award for Best Ensemble |
| 2012 | Стальные магнолии / Steel Magnolias                                  | Annelle      | |
| 2013 | 12 лет рабства / 12 Years a Slave                                    | Eliza        | |
| 2019 | Когда они нас увидят / When They See Us                              | Норма Брат   | 3 эпизода |
| 2021 | Сокол и Зимний солдат / The Falcon and the Winter Soldier            | Sarah Wilson | мини-сериал |